# Callipallenidae
Callipallenidae – rodzina kikutnic z nadrodziny Nymphonoidea lub rzędu Nymphonomorpha.
Kikutnice te mają sprawne i dobrze rozwinięte chelifory i chelae. Ich nogogłaszczki zbudowane są z czterech, dwóch lub jednego członu albo całkiem nieobecne. Ich dziesięcioczłonowe, obecne u obu płci owigery zaopatrzone są w silnie rozwinięte strigilis i proste lub ząbkowane kolce, natomiast pozbawione są pazura końcowego. Pazurki boczne na propodusie występują lub ich brak.
Rodzina ta klasyfikowana jest w nadrodzinie Nymphonoidea lub rzędzie Nymphonomorpha i obejmuje następujące rodzaje:
- Anoropallene Stock, 1956
- Austropallene Hodgson, 1915
- Bamberene Staples, 2014
- Bradypallene Kim et Hong, 1987
- Callipallene Flynn, 1929
- Cheilopallene Stock, 1955
- Neopallene Dohrn, 1881
- Oropallene Schimkewitsch, 1930
- Pallenoides Stock, 1951
- Parapallene Carpenter, 1892
- Propallene Schimkewitsch, 1909
- Pseudopallene Wilson, 1878
- Safropallene Arnaud et Child, 1988
- Seguapallene Pushkin, 1975
- Stylopallene Clark, 1963